# میخائیل مارکوسوف
میخائیل مارکوسوف (ارمنی: Միխայիլ Սերգեյի Մարկոսով; روسی: Михаил Серге́евич Маркосов؛ زادهٔ ۲۹ ژوئن ۱۹۸۵ در بودیونوفسک) بازیکن فوتبال در پست مهاجم ارمنی‌تبار اهل روسیه است. پدر وی ارمنی و مادرش روس می‌باشند.

## باشگاهی
از باشگاه‌هایی که در آن بازی کرده‌است می‌توان به دینامو استاوروپول، و اوفا اشاره کرد.